# 꾸에응옥하이
꾸에응옥하이(베트남어: Quế Ngọc Hải / 桂玉海, 1993년 5월 15일 ~ )는 베트남의 축구 선수로 현재 베카멕스 빈즈엉에서 수비수로 활동하고 있으며 V리그 1 역사상 최고의 수비수로 손꼽힌다.

## 클럽 경력
송람 응에안 유소년팀에서 활동하다가 2012년 성인팀으로 승격된 이후 2019년까지 7년동안 주축 수비수로 통산 119경기 12골을 기록하며 3번의 1부 리그 4위(2012년, 2013년, 2018년), 2017년 베트남컵 우승, 2018년 베트남 슈퍼컵 준우승, 2018년 AFC컵 진출 등에 이바지했다.
그 이후 2019년 비엣텔 FC로 이적하여 2022년까지 49경기를 소화하는 동안 베트남 1부 리그 2020 시즌 우승, 2020년 베트남컵 준우승을 차지했으며 2022년 송람 응에안으로 복귀했다.

## 국가대표 경력

### 청소년 대표팀
2011년부터 2012년까지 베트남 U-20 대표팀의 일원으로 7경기에서 2골을 기록하며 2011년 동남아시아 U-19 챔피언십 준우승에 이바지했으며 2014년부터 2015년까지는 베트남 U-23 대표팀의 일원으로 12경기를 소화하며 2014년 아시안 게임 16강, 2015년 동남아시아 경기 대회 동메달 획득에 기여했다.

### 성인대표팀
U-23 대표팀 소속이던 2014년 A대표팀에 첫 발탁되어 인도네시아와의 2014년 AFF 스즈키컵 A조 조별리그 1차전에서 국제 A매치 데뷔골로 2-2 무승부를 이끌어내며 팀의 4강 진출의 교두보를 마련했고 이후 2018년 AFF 스즈키컵 8경기에서 3골을 기록하면서 팀의 10년만의 아세안 축구 선수권 대회 우승을 만들어냈으며 이듬해에 열린 2019년 AFC 아시안컵에도 출전하여 5경기 2골을 터뜨리며 12년만에 베트남의 AFC 아시안컵 8강 신화의 주역이 되었다.

## 수상

### 국가대표팀
베트남 U-23
- 동남아시아 경기 대회 : 동메달 (2015)

 베트남
- 아세안 축구 선수권 대회 : 우승 (2018)